# یواس‌اس اشولات
یواس‌اس اشولات (به انگلیسی: USS Ashuelot) یک کشتی بود که طول آن ۲۲۵ فوت (۶۹ متر) بود. این کشتی در سال ۱۸۶۵ ساخته شد.